# Mark Manson
Mark Manson (Austin, 9 marzo 1984) è uno scrittore statunitense.

## Biografia
Dopo gli studi a Boston, nel Massachusetts, e la laurea alla Boston University nel 2007, inizia nel 2008 un'attività come blogger. Dal 2016 è sposato con l'influencer Fernanda Neute.

## Libri
Il primo libro di Manson, chiamato Models: Attract Women Through Honesty, è stato autopubblicato il 28 luglio 2011.
Il suo secondo libro, La sottile arte di fare quello che c***o ti pare. Il metodo scorretto (ma efficace) per liberarsi da persone irritanti, falsi problemi e rotture di ogni giorno e vivere felici (The Subtle Art of Not Giving a Fuck: A Counterintuitive Approach to Living a Good Life), è stato pubblicato il 1º settembre 2016 dalla HarperCollins (in Italia il 1º giugno 2017 dalla Newton Compton Editori). A maggio 2020, il libro ha trascorso 179 settimane tra i primi 10 e ha venduto oltre 12 milioni di copie.
Il terzo libro, Siamo fo**uti - Ma forse c'è ancora una speranza (Everything Is F*cked: A Book About Hope), è stato pubblicato pure dalla HarperCollins il 14 maggio 2019 (in Italia è stato pubblicato dalla Newton Compton Editori il 26 settembre 2019). Questo libro ha raggiunto la prima posizione nella lista dei bestseller della rivista New York Times.
Il 19 ottobre 2018, la Penguin Random House ha annunciato che Manson avrebbe lavorato con Will Smith per scrivere l'autobiografia dell'attore. È stata pubblicata il 9 novembre 2021 dalla Century (in Italia l'11 novembre 2021 dalla Longanesi con il titolo Will. Il potere della volontà.
Il 29 dicembre 2020, Manson ha pubblicato un libro sotto forma di audiolibro intitolato Love Is Not Enough esclusivamente tramite Audible.